# 29897 Kossen
29897 Kossen è un asteroide della fascia principale. Scoperto nel 1999, presenta un'orbita caratterizzata da un semiasse maggiore pari a 3,2288089 au e da un'eccentricità di 0,0371888, inclinata di 4,15694° rispetto all'eclittica.
L'asteroide è dedicato all'insegnante statunitense H. Rose Kossen.